# トルドイア

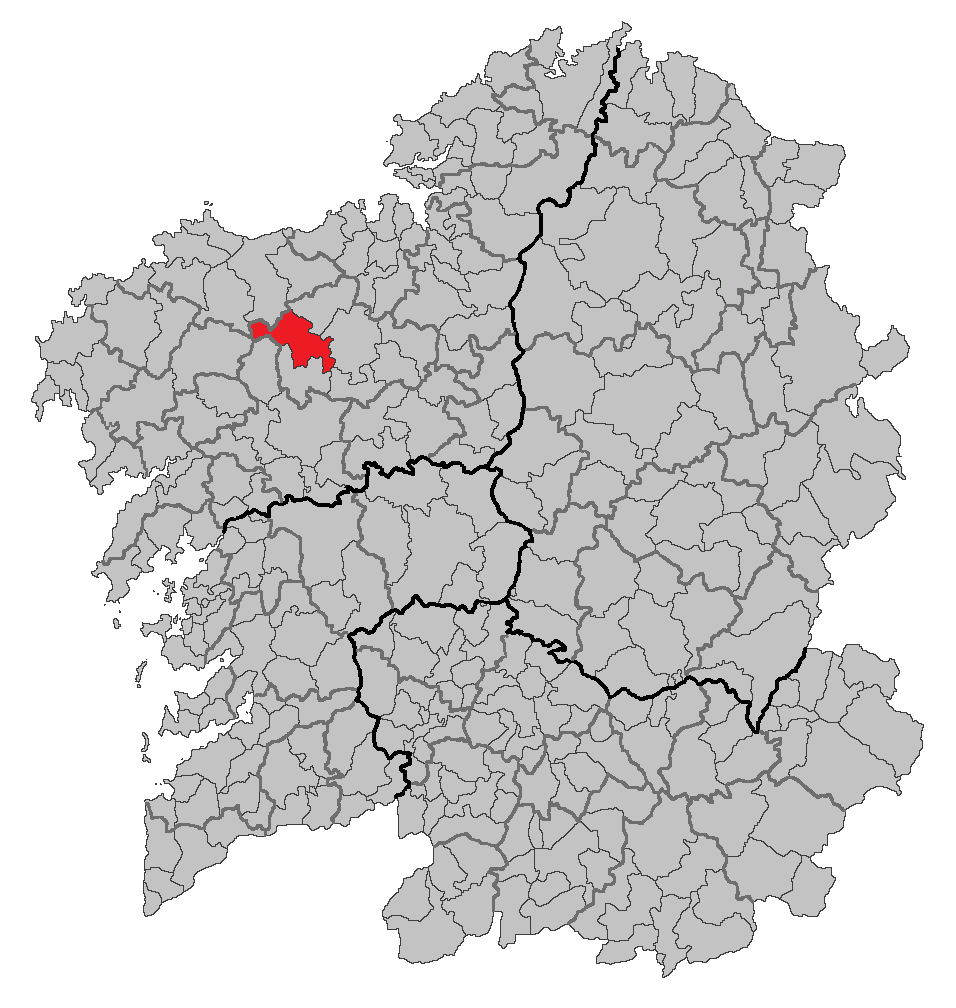

トルドイア（Tordoia）は、スペイン、ガリシア州、ア・コルーニャ県の自治体で、コマルカ・デ・オルデスに属する。ガリシア統計局によると、2011年の人口は4,168人（2010年：4,268人、2009年：4,339人、2006年:4,548人、2005年:4,617人、2004年:4,713人、2003年:4,841人）である。カスティーリャ語による表記はTordoya。
ガリシア語話者の自治体住民に占める割合は99.24%（2001年）。

## 地理
トルドイアはア・コルーニャ県の中央部に位置し、コマルカ・デ・オルデスに属している。北はカルバージョとセルセーダ、東はオルデスとオローソ、南はトラソとバル・ド・ドゥブラと、西はサンタ・コンバとコリスタンコの各自治体と隣接、自治体の中心地区はカバレイロス教区のポンテペドラ。
トルドイアはオルデス司法管轄区に属す。

### 人口
住民は10の教区の64の地区（集落）に居住する。
| トルドイアの人口推移 1900－2010                         |
|                                                         |
| 出典:INE（スペイン国立統計局）1900年 - 1991年、1996年 - |

## 政治
自治体首長はガリシア国民党（PPdeG）のアントーニオ・ペレイロ・リニャーレス（Antonio Pereiro Liñares）、自治体評議員はガリシア国民党：8、ガリシア社会党（PSdeG-PSOE）：3となっている（2011年5月22日の自治体選挙結果、得票順）。
| 1999年6月13日自治体選挙 |        |        |          |
| 政党                    | 得票数 | 得票率 | 獲得議席 |
| PPdeG                   | 2,530  | 71.47% | 10       |
| PSdeG-PSOE              | 749    | 21.16% | 2        |
| BNG                     | 253    | 7.15%  | 1        |

| 2003年5月25日自治体選挙 |        |        |          |
| 政党                    | 得票数 | 得票率 | 獲得議席 |
| PPdeG                   | 2,199  | 64.51% | 8        |
| PSdeG-PSOE              | 795    | 23.32% | 2        |
| BNG                     | 397    | 11.65% | 1        |

| 2007年5月27日自治体選挙 |        |        |          |
| 政党                    | 得票数 | 得票率 | 獲得議席 |
| PPdeG                   | 1,981  | 57.81% | 6        |
| PSdeG-PSOE              | 1,139  | 33.24% | 4        |
| BNG                     | 290    | 8.46%  | 1        |

| 2011年5月22日自治体選挙 |        |        |          |
| 政党                    | 得票数 | 得票率 | 獲得議席 |
| PPdeG                   | 1,959  | 64.87% | 8        |
| PSdeG-PSOE              | 798    | 26.42% | 3        |
| BNG                     | 228    | 7.55%  | 0        |

## 教区
トルドイアは10の教区に分けられている。太字は自治体の中心のある教区。
- アンドイオ（サン・マメーデ）
- アンシェリス（サンタ・マリーニャ）
- バルダーオス（サンタ・マリーア）
- カバレイロス（サン・シアン）
- カステンダ・ダ・トーレ（サンタ・マリーア）
- ゴルグージョス（サンタイア）
- レオバルデ（サン・クリストーボ）
- ヌミーデ（サンティアーゴ）
- トルドイア（サン・ショアン）
- ア・ビラ・デ・アバーデ（サン・シブラン）